# Henry Smith (Politiker, 1766)
Henry Smith (* 10. Februar 1766 in Providence, Colony of Rhode Island and Providence Plantations; † 28. Juni 1818) war ein US-amerikanischer Politiker und von 1805 bis 1806  Gouverneur des Bundesstaates Rhode Island.

## Werdegang
Über Henry Smith ist nicht viel bekannt. Er wurde in Providence geboren und war Mitglied der sogenannten Country Party, einer lokalen Partei, die in Opposition zur Föderalistischen Partei stand. Im Jahr 1805 war er Mitglied und Präsident des Staatssenats. In dieser Eigenschaft fiel ihm im Oktober 1805 nach dem Tod von Arthur Fenner und dessen Vizegouverneur Paul Mumford der Posten des Gouverneurs von Rhode Island zu. Bis zum 7. Mai 1806 übte er dieses Amt aus, dann übergab er es an den neuen Vizegouverneur Isaac Wilbur, der damit zum amtierenden Gouverneur wurde. Nach dem Ende seiner kurzen Amtszeit verschwand Smith wieder aus dem öffentlichen Rampenlicht. Er starb am 28. Juni 1818.